# Zubovići (Foča, BiH)
Zubovići su naseljeno mjesto u općini Foči, Republika Srpska, BiH. Nalaze se na istočnoj obali Drine, južno od Foče i istočno od Broda. 

## Stanovništvo
| Narod     | Popis 1961. | Popis 1971. | Popis 1981. | Popis 1991. |
| --------- | ----------- | ----------- | ----------- | ----------- |
| Hrvati    |             |             |             |             |
| Muslimani | 104         | 141         | 369         | 451         |
| Srbi      | 7           | 6           | 4           | 35          |
| ostali    |             | 1           |             | 8           |
| Ukupno    | 111         | 148         | 380         | 494         |